# 1928 en Grèce
Chronologie de la Grèce
- 1924
- 1925
- 1926
- 1927
- 1928
- 1929
- 1930
- 1931
- 1932

Cette page concerne les évènements survenus en 1928 en Grèce  :

## Évènement
- 21 mars :  Pacte de non-agression et d'arbitrage gréco-roumain (en)
- 15-16 mai : Recensement de la Grèce.
- 19 août : Élections législatives (en)

## Sport
- 28 juillet-12 août : Participation de la Grèce aux Jeux olympiques d'été à Amsterdam.
- Championnat panhellénique (1927-1928) (en)
- Création des clubs : Achilleas Farsala F.C. (en), Agios Dimitrios F.C. (en), Amvrysseas F.C. (en), Apollon Kalamata (en), Ethnikos Sidirokastro F.C. (en), Evros Soufli F.C. (en), Keravnos Keratea F.C. (en), Kozani F.C. (en), Makedonikos Football Club, Megas Alexandros Irakleia F.C. (en), Moudania F.C. (en), A.P.O. Orfeas (en), P.A.O.N.E. (en), Pallamiaki (en), Pyrsos Grevena F.C. (en), Vyzas FC (football) et PAOK Salonique (basket-ball).

## Sortie de film
- Amour et Vagues

## Création
- Dimokratis (journal) (en)
- Neokesária, village.
- Construction du Palais Réntis
- Station de Kallithéa (métro d'Athènes)

## Dissolution
- Préfecture apostolique de Rhodes et des îles adjacentes (en)

## Naissance
- Alékos Alexandrákis, acteur et réalisateur.
- Yannis Grammaticopoulos, aquarelliste, dessinateur, cosmo-poète, philosophe-esthéticien et écrivain.
- Aristídis Kalantzákos (en), personnalité politique.
- Konstantínos Stávrou, député européen.

## Décès
- Kóstas Karyotákis, poète.
- Panayiótis Kavvadías, archéologue.
- Stéfanos Xanthoudídis (el), banquier et personnalité politique.